# Ternstroemia unilocularis
Ternstroemia unilocularis är en tvåhjärtbladig växtart som beskrevs av Clarence Emmeren Kobuski och Steyerm. Ternstroemia unilocularis ingår i släktet Ternstroemia och familjen Pentaphylacaceae. Inga underarter finns listade i Catalogue of Life.